# Molto rumore per nulla (film)
(Beatrice all'inizio del film.)
Molto rumore per nulla (Much Ado About Nothing) è un film del 1993 diretto da Kenneth Branagh.
La pellicola è prodotta e sceneggiata dallo stesso regista che è anche tra gli interpreti principali insieme ad Emma Thompson, Michael Keaton, Denzel Washington, Keanu Reeves, Robert Sean Leonard, Imelda Staunton, Richard Briers e una giovanissima Kate Beckinsale.
Il film, ispirato all'omonima tragicommedia di William Shakespeare, fu presentato in concorso al 46º Festival di Cannes.

## Trama
La vicenda inizia con l'arrivo nella campagna fiorentina (Branagh ha spostato l'azione da Messina), nella corte di Leonato, del principe Pedro d'Aragona al ritorno da imprese d'armi. Uno dei favoriti del principe, il conte fiorentino Claudio, si innamora della figlia di Leonato, Hero. Il padre approva, il matrimonio sembra definito, ma don Juan, malevolo fratello bastardo del principe, cerca in tutti i modi di mettere zizzania.
Nel contempo si assiste ad una divertente schermaglia tra Beatrice, nipote di Leonato, e il signor Benedetto da Padova, entrambi arguti e sprezzanti le gioie dell'amore. Un farsesco complotto, ordito dal principe Pedro, mira a far cadere l'una nelle braccia dell'altro: Don Pedro, Leonato e Claudio fanno credere a Benedetto che Beatrice sia innamorata di lui; lo stesso piano è attuato da Hero e dalle sue damigelle con Beatrice.
Nel frattempo Don Juan, con la complicità dei suoi sgherri, riesce a screditare Hero agli occhi di Claudio facendogli credere che lei lo tradisca la notte prima delle nozze: il giorno del matrimonio Claudio la ripudia pubblicamente, accusandola di essere una poco di buono.
Tutto sembra perduto, ma il frate che doveva celebrare il matrimonio consiglia ad Hero, lasciata priva di sensi, di far credere di essere morta di crepacuore, in attesa della riabilitazione.
Durante la notte una sgangherata pattuglia di guardie, capitanata dal bislacco Carruba, cattura i servi di Don Juan, e dopo averli interrogati svela il mistero. Nel frattempo però Benedetto, che ha confessato il suo amore a Beatrice, sfida per amor suo il conte Claudio a duello.
Claudio e il principe, dopo l'alterco con Benedetto, ricevono la notizia del complotto, e Claudio non esita ad accettare la richiesta di Leonato di sposare una fantomatica nipote, che si rivela infine essere la rediviva Hero. Beatrice e Benedetto, quando tutti sono pronti per le nozze, ingaggiano l'ultimo duello di parole, che si conclude con il loro fidanzamento. Don Juan, fuggito al peggiorare della situazione, viene riacciuffato e imprigionato.

## Produzione
La commedia riprende di pari passo l'originale shakespeariano, rispettandone i tempi drammatici e la filologia del testo. L'apertura della pellicola si differenzia dal dramma di Shakespeare per la canzone Sigh no more, che Molto rumore per nulla vede cantata da Baldassarre (Atto II, scena III), mentre nel film vi è una prima decantazione per bocca di Beatrice. Il film mantiene l'originale ambientazione a Messina, ma è stato interamente girato nella tenuta di Vignamaggio , nei pressi di Greve in Chianti (Firenze).

## Accoglienza

### Incassi
Il film ha incassato 22,5 milioni di dollari nei soli Stati Uniti, mentre a livello mondiale il film ne ha incassati 43.

### Critica
La pellicola ha ricevuto recensioni molto positive dalla critica. Il sito di critica cinematografica Rotten Tomatoes dà al film un punteggio del 91% e lo ha certificato come "fresco". Tuttavia Branagh venne criticato per aver ambientato la vicenda a Firenze piuttosto che a Messina, città in cui Shakespeare volle ambientarla.

## Riconoscimenti
- 1994 - Premio BAFTA
  - Nomination - Migliori costumi a Phyllis Dalton
- 1994 - Golden Globe
  - Nomination - Miglior film commedia o musicale
- 1993 - Evening Standard British Film Awards
  - Miglior attrice a Emma Thompson
- 1994 - Guild Film Awards
  - Miglior film straniero
- 1994 - Independent Spirit Awards
  - Nomination - Miglior film
  - Nomination - Miglior attrice protagonista a Emma Thompson
- 1994 - London Critics Circle Film Awards
  - Produttore britannico dell'anno a Kenneth Branagh
- 1995 - Sant Jordi Awards
  - Miglior film straniero
- 1993 - Razzie Award
  - Nomination - Keanu Reeves come Peggior attore non protagonista

## Colonna sonora
La colonna sonora di Molto rumore per nulla è stata composta da Patrick Doyle, frequente collaboratore di Kenneth Branagh, che nel film interpreta il personaggio di Benedetto. La colonna sonora è stata pubblicata il 4 maggio 1993 e contiene 24 tracce.